# Сёренсен, Инге
Инге Сёренсен (дат. Inge Sørensen; 18 июля 1924, Гентофте, Копенгаген — 9 марта 2011, Нью-Джерси) — датская пловчиха, бронзовый призёр Олимпийских игр 1936 на дистанции 200 метров брассом.

## Биография
Начала тренироваться в 8 лет, уже с раннего возраста смогла конкурировать со взрослыми спортсменками. На Олимпийских играх в Берлине (1936) в возрасте 12 лет и 24 дней завоевала бронзовую медаль в заплыве на 200 метров брассом, за что была названа СМИ «Маленькой очаровательной Инге». С тех пор остаётся самой юной участницей Олимпиад в индивидуальных соревнованиях. Это событие послужило отправной точкой дискуссии о необходимости введения возрастных ограничений для участников соревнований. По возвращении на родину её приветствовали тысячи соотечественников.
Становилась 9-кратной чемпионкой Дании (1936—1944), победительницей Скандинавских игр (1937 и 1939); чемпионкой Европы (1938) на дистанции 200 м. Установила 4 мировых и 14 национальных рекордов в плавании брассом на различных дистанциях.
В 1946 году окончила Ester Berners Institut, работала тренером по плаванию и гимнастике. Выйдя замуж, сначала переехала в Южную Африку, затем — в Канаду, в 1951 году — в США, продолжая тренерскую карьеру.